# Живой товар (фильм, 1966)
«Живой товар» (нем. Lebende Ware) — фильм 1966 года производства ГДР режиссёра Вольфганга Лудерера.

## Сюжет
Фильм основан на реальных событиях.
В 1944 году оберштурмбаннфюрер СС Курт Бехер поселяется в будапештской вилле еврея Хорина, основного акционера одного из венгерских концернов.
Бехер ставит Хорина перед альтернативой: депортация в концлагерь или спасение за границей для всех членов семей акционеров, если он «добровольно» передаст акции концерна в доверительное управление Бехеру. Хорин выбирает жизнь. Большую часть добычи Бехер переводит на швейцарский счет.
После войны Бехеру удается пройти через все судебные процессы против него невредимым, на Нюрнбергском процессе он оказывается в качестве свидетеля.
В дальнейшем Бехер основал несколько торговых фирм, стал одним из самых богатых людей Западной Германии.

## В ролях
- Хорст Шульце — Курт Андреас Бехер
- Марион ван де Камп — графиня Платен
- Ханньо Хассе — Адольф Эйхман
- Зигфрид Вайс — Ференц Хорин
- Вольфганг Гриз — Рудольф Кастнер
- Питер Штурм — Малманн
- Эрика Пеликовски — фрау Малманн
- Рольф Хоппе — Грабау
- Томас Вайсгербер — Герман Круми
- Ханнес Фишер — Дитер Вислицени
- Вольфрам Гендель — Йоэль Бранд
- Альберт Хеттерле — Рати
- Курт Штайнграф — Пинхас Фюлеп фон Фрейдист
- Фридрих Рихтер — Саму Стерн
- Ханс-Ульрих Лауффер — Янош фон Маутнер
- Иван Мальре — Ласло Эндре
- Вернер Диссель — Эрне Броди
- Петер Херден — Вольф
- Геня Лапухс — фрау Хорин
- Вольфганг Людерер — обершарфюрер СС
- Рольф Риппергер — обершарфюрер СС
- Альберт Зан — унтершарфюрер Ломанн
- Вальтер Юпе — Генрих Гиммлер
- Мартин Флерхингер — Габор Вайна

## Критика
Современная ГДРовская критика писала, что, к сожалению, фильм вышел слабым:

Фильм не может отрицать, что его создатели являются создателями телевизионных сериалов «Питаваль». Это становится очевидным снова и снова, и здесь, где художественные средства выражения, соответствующие фильму или телевидению, недостаточно тщательно изучены, кроются и слабые стороны фильма. Так, например, ни оператор, ни режиссер не знали, что делать с широкоформатным экраном (фильм снят в режиме Totalvision) при существующем шаблоне.— газета «Berliner Zeitung», 1966 год

Всё, что показано в этом фильме, достоверно, документально подтверждено; достоверность фактов доходит до того, что отсутствует построение драматургически замкнутого сюжета, а воображение, рисующее трезвый фактический материал, ограничивается диалогами и деталями сцен: это явно произошло, и примерно так могло бы быть. все происходило по отдельности — таков принцип фильма, который, однако, не стал хорошим фильмом. Поскольку он не идет последовательно по пути документальной реконструкции событий или углубления человеческих конфликтов, он застревает в посредственных сюжетах художественных фильмов и редко удается раскрыть ужас ситуации, конечно, не визуально, а только в игре отдельных актеров.— газета «Neue Zeit», 1966 год
Также и ретроспективно Lexikon des internationalen Films характеризует фильм как посредственный, насыщенный диалогами, в котором невозможно раскрыть бесчеловечность той эпохи; в концепции и художественном воплощении полоный недостатков.